# Saguache (Kolorado)
Saguache – miasto w Stanach Zjednoczonych, w stanie Kolorado, siedziba administracyjna hrabstwa Saguache.